# Stoneboro
Stoneboro é um distrito localizado no estado norte-americano de Pensilvânia, no Condado de Mercer.

## Demografia
Segundo o censo norte-americano de 2000, a sua população era de 1104 habitantes.
Em 2006, foi estimada uma população de 1046, um decréscimo de 58 (-5.3%).

## Geografia
De acordo com o United States Census Bureau tem uma área de
7,5 km², dos quais 7,2 km² cobertos por terra e 0,3 km² cobertos por água.

## Localidades na vizinhança
O diagrama seguinte representa as localidades num raio de 16 km ao redor de Stoneboro.